# Meetingpartij
Le Meetingpartij était un parti politique belge du XIXe siècle, antimilitariste, figure du mouvement flamand. Il s'alliait régulièrement au parti catholique pour contrer le parti libéral.
Ce parti fut fondé à Anvers en réaction au projet de fortification de la ville, lequel se ferait au détriment de son développement.
Il fait élire comme députés à la Chambre des représentants Jan de Laet, Lodewijk Gerris et Edward Coremans.